# Le astuzie della vedova
Le astuzie della vedova (A Ticklish Affair) è un film statunitense del 1963 diretto da George Sidney.

## Trama
Il comandante Key Weedon, pilota della Marina degli Stati Uniti, viene inviato a indagare quando un segnale di emergenza SOS viene individuato nell'area di San Diego, vicino alla NAS North Island. Si scopre così che si tratta di un bambino di sei anni, Grover Martin, il cui zio Simon, pilota di linea, gli ha regalato una luce lampeggiante.
La madre del bambino, Amy, è un'attraente vedova, e Key sviluppa un interesse immediato per lei. Anche i suoi tre figli apprezzano le attenzioni che Key riserva a tutti loro. Amy, tuttavia, ha un punto debole quando si tratta di ufficiali di marina, non volendo una relazione permanente con uno di loro perché sono sempre in viaggio. Anche lei era stata la figlia di un militare e le mancava non avere "radici" permanenti. Come previsto, Key riceve l'ordine di partire per l'Italia, e quindi Amy rifiuta la sua proposta di matrimonio, sebbene si amino.

Intanto, lo zio Simon ha una nuova sorpresa per Grover e i suoi fratelli. Li lega a dei palloni meteorologici a elio e li fa volare come se fossero aquiloni. Purtroppo, Grover si libera dal vincolo e finisce per fluttuare per chilometri sopra San Diego. La Marina allora organizza rapidamente un'operazione di salvataggio su larga scala, e si scopre che è proprio Key a calarsi con una scala di corda da un dirigibile della Marina, per salvare Grover. Amy, grata, decide quindi che, ovunque vada, Key è l'uomo giusto per lei.